# Hrabstwo Malheur
Hrabstwo Malheur (ang. Malheur County) – hrabstwo w stanie Oregon w Stanach Zjednoczonych. Obszar całkowity hrabstwa obejmuje powierzchnię 9929,99 mil² (25 718,55 km²). Według szacunków United States Census Bureau w roku 2009 miało 30 745 mieszkańców.
Hrabstwo powstało w 1887 roku. 

## Miasta[4]
- Adrian
- Jordan Valley
- Nyssa
- Ontario
- Vale

## CDP[4]
- Annex
- Brogan
- Harper
- Juntura